# لرز بعد از بیهوشی
لرز بعد از بیهوشی (به اختصار PAS) یکی از عوارض بیهوشی بوده که در بیشتر موارد بعد از بیهوشی مشاهده می‌شود. شدت این عارضه را می‌توان با معیار زیر طبقه‌بندی کرد:
- 0 = بدون لرز
- 1 = فعالیت مشهودی در عضلات دیده نمی‌شود. اما انقباض عروق محیطی یا سیخ شدن مو (مانند زمانی که فرد احساس سرما می‌کند) یا هردو این موارد مشاهده می‌شود.
- 2 = فعالیت عضلانی تنها در عضلات گروهی دیده می‌شود.
- 3 = فعالیت متوسط عضلات گروهی در بیش از یک عضله گروهی دیده می‌شود اما به شکل عمومی و سراسری نیست.
- 4 = فعالیت عضلانی شدید در سراسر بدن به شکل شدیدی دیده می‌شود.

لرز بعد از بیهوشی یکی از علل اصلی ناراحتی و شکایت بیماران در ریکاوری بعد از بیهوشی و عمل جراحی است. این حالت به دلیل این اتفاق می‌افتد که بیهوشی مرکز تنظیم دمای بدن را سرکوب می‌کند. همچنین ممکن است درد باعث گشاد شدن عروق محیطی و از دست دادن گرما شده و در نهایت موجب لرز شود.
اولین اقدام درمانی گرم کردن بیمار است. اگر لرز درمان نشد یا به شکل شدیدی ادامه یافت می‌توان از درمان‌های دارویی مانند ترامادول، پتیدین، کلونیدین و نفوپام که با کاهش لرز ناراحتی بیمار را درمان می‌کنند. به این دلیل که این داروها می‌توانند با داروهای بیهوشی واکنش دهند یا اثر داروهای بیهوشی را تقویت کنند تا حد امکان باید از تجویز این داروها خودداری کرد.